# Beaumont-les-Autels
Beaumont-les-Autels – miejscowość i gmina we Francji, w Regionie Centralnym, w departamencie Eure-et-Loir.
Według danych na rok 1990 gminę zamieszkiwały 452 osoby, a gęstość zaludnienia wynosiła 22 osoby/km² (wśród 1842 gmin Regionu Centralnego Beaumont-les-Autels plasuje się na 717. miejscu pod względem liczby ludności, natomiast pod względem powierzchni na miejscu 641.).